# Angry Birds 2
Angry Birds 2 est un jeu vidéo d'artillerie et de puzzle développé et édité par Rovio Entertainment, sorti en 2015 sur iOS et Android.

## Système de jeu

### Principes
Tout comme le premier opus, le joueur utilise une fronde pour propulser des oiseaux sur des cochons verts, retranchés dans des structures constituées de différents matériaux (tel ques de la glace, du bois ou de la pierre), afin de les éliminer. L'objectif est de tuer tous les cochons présents dans un niveau, avant de ne plus avoir d'oiseaux à disposition. 
Le jeu comporte plusieurs nouveautés par rapport à son prédécesseur, dont un système de cartes permettant au joueur de sélectionner les oiseaux à lancer, un système d'évolution, permettant d'améliorer le niveau et le score des oiseaux, des éléments cosmétiques, ainsi que divers modes de jeu.

### Niveaux
Le mode campagne contient 90 régions, correspondant à 3 500 niveaux. Contrairement à Angry Birds, un niveau comporte plusieurs zones à vaincre. Il existe quatre différents type de niveaux : 
- Les niveaux normaux, une succession de zones à vaincre pour gagner. 
- Les niveaux difficiles, qui sont similaires aux niveaux normaux, mais avec un niveau de difficulté plus élevé. 
- Les niveaux de score, infinis puisque des zones y apparaissent continuellement, jusqu'à atteindre le score demandé.
- Les niveaux de boss, des niveaux normaux où, à la dernière zone, il est nécessaire d'affronter un cochon énorme et résistant (soit le Chef Cochon, le Cochon Moustachu ou le Roi Cochon).

### Oiseaux
Au début de la partie et à chaque tour, le joueur doit choisir un oiseau parmi les trois proposés, tandis que les autres apparaîtront au fur et à mesure que les oiseaux sont lancés. Les oiseaux peuvent être améliorés en gagnant des plumes, mais aussi par le biais de trois autres éléments : le niveau de son chapeau, le niveau de la fronde et le niveau du poussin.
Les chapeaux sont des éléments cosmétiques qui, en plus de personnaliser l'apparence des oiseaux, peuvent augmenter leur niveau en fonction de sa rareté. Plus un chapeau est rare, plus il améliore le niveau de l'oiseau. Compléter une série de chapeaux permet d'améliorer le niveau de la fronde et de gagner un niveau supplémentaire à tous les oiseaux. Enfin, le poussin boost les oiseaux selon son niveau. Plus il est élevé, plus il aura besoin de se nourrir de pommes.
Il y a aussi la présence d'un « destructeuromètre », une jauge de score qui se remplit peu à peu lorsque des cochons ou des bâtiments sont détruits et qui lorsqu'elle est pleine, se vide, et ajoute un oiseau supplémentaire ou un sort. Le score est calculé et multiplié selon le niveau de l'oiseau. Ainsi, plus un oiseau a un haut niveau, plus le score est élevé.
Il existe au total 12 oiseaux se différenciant par leur couleur, leur forme et leur capacité spéciale, à activer lors de leur vol. Les oiseaux se débloquent au fur et à mesure dans la campagne du jeu, où des clés sont disponibles afin de les libérer de leurs cages. 

#### Red
Un oiseau rouge, dont le cri a été amélioré pour lui permettre de faire tomber des bâtiments.

#### Les Bleus
Jay, Jack & Jim, trois oiseaux bleus pouvant se séparer en plein vol, détruisant aisément les blocs de glace.

#### Chuck
Un oiseau triangulaire jaune pouvant accélérer en plein vol, détruisant facilement les blocs de bois.

#### Matilda
Une poule blanche qui peut larguer un œuf explosif pouvant détruire n'importe quoi et qui lui fait gagner de l'altitude. 

#### Silver
Un oiseau gris, pouvant détruire la pierre et qui est capable d'effectuer un looping en vol, avant de retomber au sol, provoquant un tremblement de terre.

#### Bomb
Un gros oiseau noir capable d'exploser, lui permettant de détruire n'importe quels matériaux.

#### Terence
Un oiseau géant n'ayant aucune capacité, mais étant assez gros pour détruire tout ce qui se trouve sur son chemin.

#### Stella
Un oiseau rose, pouvant piéger des objets et des cochons dans des bulles. Quand les bulles éclatent les objets retombent et écrasent les cochons.

#### Hal
Un long toucan vert, possédant un bec énorme lui donnant la forme et les caractéristiques d'un boomerang.

#### Bubbles
Un tout petit oiseau orange pouvant se gonfler brusquement comme un ballon, détruisant les blocs fragiles à proximité et faisant tomber les cochons.

#### Léonard
Un cochon vert qui a la capacité de propulser jusqu'à trois fois une boule de morve. Lorsqu'il retombe, il provoque une explosion de morve.

#### Mélodie
Un oiseau marron capable d'aspirer des objets et des cochons, et de les recracher dans une direction donnée par le joueur.
Des objets supplémentaires tels que des caisses d'explosifs et des rochers peuvent être utilisés en parallèle aux oiseaux. Le joueur, pour réussir à provoquer un maximum de dégâts, en réglant l'angle et la force de propulsion.

### Sorts
Une des nouveautés du jeu est l'apparition des sorts. Ils sont uniquement utilisables dans le mode campagne, sauf dans les niveaux de boss, afin d'aider le joueur à éliminer les cochons. Ces sorts sont trouvables dans les coffres ou dans la Tour de la Fortune. Il en existe cinq différents :

#### Les canards dorés
Fait tomber une pluie de canards en caoutchouc du ciel, causant des dégâts en frappant les structures et les cochons.

#### Le blizzard
Transforme tous les blocs en glace, les rendant plus fragiles et plus faciles à détruire par les oiseaux.

#### Le chili
Fait exploser un cochon sélectionné aléatoirement, causant des dégâts significatifs autour de lui.

#### Le gonfleur
Fait gonfler aléatoirement des cochons.

#### L'aigle vaillant
Invoque un aigle géant détruisant tous les cochons présents dans la zone.

### Modes de jeu
Il existe plusieurs modes de jeu dans Angry Birds 2 autres que le mode campagne, y compris les défis journaliers, la Panique du Roi Cochon, la Tour de la Fortune, l'Arène, le camp d'entraînement de l'Aigle Vaillant, les clans et d'autres événements temporaires.

#### Défis journaliers
Les défis journaliers proposent aux joueurs un défi unique chaque jour. L'objectif est de gagner trois niveaux sans échouer, avec un niveau de difficulté plus ou moins élevé. Des récompenses sont à la clé.

#### Panique du Roi Cochon
Lorsque les trois niveaux du défi journalier sont complétés, le joueur peut essayer de battre la Panique du Roi Cochon, à travers trois niveaux de boss. Les récompenses sont plus élevées que ceux des défis journaliers.

#### Tour de la Fortune
La Tour de Fortune est un ascenseur de soixante étages, où le joueur peut gagner des récompenses (des plumes, des sorts, des gemmes, des chapeaux ou des pommes), en choisissant une carte parmi quatre cartes proposées. L'une d'entre elles cache un cochon qui, si choisie, vole l’entièreté du butin (sauf si le joueur rejoue avec des gemmes). Le joueur peut quitter l'ascenseur quand il le souhaite, avec son butin.

#### Arène
Quotidiennement, un ensemble aléatoire de cinq oiseaux est disponible (qui seront les seuls utilisables dans l'arène). L'objectif pour gagner face à son adversaire est de produire un score supérieur au sien. S'il y a victoire, le joueur gagne des trophées et des étoiles, qui permettent d'accéder à une ligue plus élevée, avec des adversaires plus sévères, des prix de victoire améliorés et une plus grande récompense de fin de saison. Une série de cinq victoires permet de gagner des récompenses supplémentaires.

#### Le camp d'entraînement de l'Aigle Vaillant
Chaque jour, le joueur a la possibilité de jouer au camp d'entraînement. L'objectif est de réaliser le plus gros score de son classement, à travers des niveaux de score. Plus le score est élevé dans le classement, plus il gagne de pièces de l'Aigle Vaillant (avec lequel on peut acheter des plumes ou des chapeaux). En fonction de ses performances, le joueur recevra un cadre de portrait. Lorsqu'une nouvelle saison commence, les scores et les cadres de chacun sont réinitialisés. 

#### Clans
Les clans sont des rassemblements de joueurs se rejoignant pour affronter d'autres clans et pour participer à des événements de clans. Un clan peut accueillir 50 joueurs maximum.

## Accueil
- IGN : 6,7/10[1]
- Pocket Gamer : 7/10[2]
- TouchArcade : 5/5[3]